# Ольга Ґлосікова
Ольга Ґлосікова (24 березня 1953 — 24 квітня 2024) — словацька викладачка університету та директорка Музею русинської культури в Пряшові, чехословацька політикиня після «оксамитової революції» українського (русинського) походження, член Палати націй Федеральних зборів від Комуністичної партії Словаччини, пізніше від Демократичної лівої партії.

## Життєпис
Закінчила факультет мистецтв Університету Павла Йозефа Шафарика в Кошицях (факультет філософія — історія), а потім працювала викладачем у середній професійній школі у Світі. Потім вона стала доцентом Технічного університету в Кошице, розташованого в Пряшові (сьогодні Кошицький технічний університет).
На виборах 1990 року вона балотувалася до словацької частини Палати націй (виборчий округ Східно-Словацької області) від КПС, яка на той час ще була словацькою регіональною організацією національної комуністичної партії Чехословаччини (КПЧС). Але поступово вона стала незалежною і, на відміну від своєї сестринської партії в Чехії, трансформувалася в посткомуністичну Партію демократичних лівих. Глосікова отримала свій мандат на заміну лише в жовтні 1991 року і перейшла безпосередньо до клубу ПДЛ. Вона залишалася у Федеральних зборах до виборів 1992 року.
З 1995 року працює на кафедрі виробничих технологій Технічного університету в Кошице, що знаходиться в Пряшові. У 2005 році отримала звання доктора наук в Інституті філософії Державної академії наук Білорусі. Представляє себе як дослідниця та авторка монографій Онтологічний аналіз коеволюційного переплетення соціокультурної реальності та природи та Онтологічна сутність коеволюції соціокультурної реальності та природи. Вона також опублікувала численні університетські статті з філософії, релігієзнавства, психології, соціології праці та управління, соціології та промислової психології. Він також публікує дослідження, присвячені русинській меншині в Словаччині. У 2012 році вона значиться директоркою Музею русинської культури в Пряшеві.

### Зовнішні посилання
- (чеськ.) Ольга Ґлосікова у парламенті